# Terrell Bynum
Terrell Bynum (Long Beach, 3 agosto 1998) è un giocatore di football americano statunitense che milita nel ruolo di wide receiver e che è free agent. Al college ha giocato per Washington e USC.

## Carriera universitaria
Bynum, originario di Long Beach in California, cominciò a giocare a football nella locale St. John Bosco High School per poi passare alla Servite High School ed infine, nel suo ultimo anno nelle high school, ritornare alla St. John Bosco. Valutato come un prospetto medio-alto (quattro stelle su cinque) per il college football, ricevette svariate offerte di borse di studio scegliendo infine di andare a giocare per l'Università del Washington con gli Huskies impegnati nella Pac-12 Conference (Pac-12) della Divisione I della Football Bowl Subdivision (FBS) della NCAA.

### Washington Huskies
Nella sua prima stagione a Washington, nel 2017, Bynum fu redshirt, ossia si allenava con la squadra senza però poter disputare gare ufficiali. La stagione successiva fece 10 presenze, di cui una da titolare, senza però fare ricezioni. Iniziò il 2019 ancora in ombra ma terminò poi la stagione con numeri importanti, mettendo a tabellino 31 ricezioni per 368 yard e due touchdown.
Nel 2020, stagione accorciata a causa dell'epidemia da COVID-19, giocò tre gare con otto ricezioni per 130 yard. Nel 2021 fece sette partite da titolare mettendo a tabellino complessivamente 26 ricezioni per 436 yard e quattro touchdown. Al termine della stagione Bynum annunciò di volersi trasferire in un altro college, chiudendo l'esperienza con gli Huskies con 65 ricezioni per 934 yard e sei touchdown segnati in 34 presenze.

### USC Trojans
Nel 2022, sua ultima stagione al college, Bynum si trasferì all'University of Southern California (USC) andando a giocare con i Trojans impegnati sempre nella Pac-12, dove in stagione fece 16 ricezioni per 159 yard e un touchdown.

## Carriera

### Los Angeles Chargers
Bynum non fu selezionato nel Draft NFL 2023 e firmò da undrafted free agent con i Los Angeles Chargers. Bynum non rientrò nel roster iniziale dei Chargers e il 29 agosto 2023 fu svincolato e quindi firmò per la squadra di allenamento il giorno successivo. Bynum fu elevato nel roster attivo per la gara dell'undicesimo turno, la sconfitta 20-23 subita contro i Green Bay Packers, in cui fece il suo debutto da professionista giocando uno snap. I Chargers non firmarono Bynum come riserva/contratto futuro, così al termine della stagione il suo contratto terminò diventando free agent.

### Indianapolis Colts
Il 17 gennaio 2024 Bynum firmò da riserva/contratto futuro con gli Indianapolis Colts. Fu svincolato il 10 maggio 2024.

### Las Vegas Raiders
Il 29 luglio 2024 Bynum firmò con i Las Vegas Raiders. Prima dell'avvio della stagione 2024 non rientrò nel roster attivo iniziale dei Raiders e il 27 agosto 2024 fu svincolato.